# 劉培基
劉培基（英語：Eddie Lau Kai，1951年2月23日—），原名刘启，香港著名時裝及形象設計師、香港亞洲青年設計師學會主席、曾出任香港貿易發展及中國貿易促進會委員，1983年被選為香港十大傑出青年，獲得過香港藝術家年獎、時裝設計獎及形象設計獎。眾多香港藝人如梅艷芳、羅文、張國榮、陳百强、汪明荃、許冠傑、郭富城、何韻詩、白雪仙等，在演唱會上所穿的華服很多出自劉培基手筆。

## 背景
劉培基出生於1951年，在尖沙咀長大，就讀加拿分道慈愛幼稚園。六歲前的劉培基是一位深受母親疼愛的小孩，後因她改嫁的緣故，八歲開始寄人籬下，且從1959年起入讀位於粉嶺聯和墟的寄宿小學立信學校。1962年，11歲的他被送到上海裁縫師傅奚鴻發先生在尖沙咀美麗都大廈的工廠當學徒，從師傅手中得到了一生受用的技藝。滿師後，他16歲便開始創業生涯。於1973年負笈英國著名時裝學府英國倫敦聖馬丁藝術學校（Saint Martins School of Art）修讀高級服裝設計及衣料設計夜校課程，1975年學成歸來。
1977年，劉培基首次參與香港貿易發展局舉辦的成衣節，以個人品牌創作成為大會壓軸演出，同年被邀到倫敦參與時裝節，往後每年均前往海外各地參展，成為國際知名設計師之一。在香港及日本均擁有以自己名字命名的「EDDIE LAU」時裝店，與中藝（香港）有限公司合作，推出「EDDIE LAU」和「姬」兩個系列，受到海外及香港消費者歡迎。劉培基更是首位被邀前往中國內地舉行個人時裝表演的香港設計師。他自1962年入行至1999年榮休，但退休後從未離開設計行業。期間三度為國際級航空公司設計制服，為名人、藝人設計高級訂制服及舞臺服。此前，他於1984年獲委任為李惠利工業學院管理委員會委員及考官，同年獲半島青年商會頒發香港青年時裝設計師獎，1987年獲得Courvoisier Award for Business Excellence。
劉培基除了在時裝設計方面擁有驕人的成就外，還是香港樂壇首位形象設計師。當中最為人熟悉的是與歌手梅艷芳的合作；他為梅艷芳設計每一件舞臺服，為梅氏塑造出多個不同形象。而他在1999年首次為國泰航空有限公司（國泰）設計制服，以「亞洲脈搏亞洲心」為口號，此設計於2004年作細節的修改。2011年，劉培基再次為國泰設計新制服，2013年則為港龍航空公司重新設計制服，在款式設計既展現與姊妹公司國泰的相連性，亦能有其獨立性，保留連身裙及深色設計的特色，當中在外套衣領及裙邊的剪裁加入「龍」的元素。
2013年，他推出了自傳《舉頭望明月》。在自傳中，他談論其身世、感情生活，而且表明其同性戀者身份。2018年接受訪問時，他談起多次為羅文於演唱會後台替他裝身的經歷。

## 相關影視形象
電視劇
- 《樂壇插班生》：1997年電視劇，由麥嘉倫飾演基。

電影
- 《梅艷芳》：2021年電影，由古天樂飾演劉培基。

## 外部網站
- 劉培基官方網站
- （页面存档备份，存于）